# Nicolaas Christiaan Kist (1867-1941)
Nicolaas Christiaan (N.C.) Kist (Tiel, 24 juli 1867 – Den Haag, 17 december 1941) was een Nederlands civiel ingenieur, hoogleraar aan de Technische Hogeschool te Delft, en rector magnificus in het studiejaar 1927-1928.
Kist heeft een belangrijke bijdrage geleverd aan de vooruitgang van de leer der staalconstructies van ijzeren bruggen en gebouwen. Zo heeft hij de grondslag gelegd voor beschrijven van het gedrag van taaie materialen voor het bezwijken, tegenwoordig deel van de plasticiteitsleer, en de sterkteberekeningen daarbij.

## Leven en werk
Kist is een telg uit het geslacht Kist en zoon van Herman Jacob Kist (1836-1912) en Cornelia Susanna Wesseling (1846-1907). Hij studeerde civiele techniek aan de Polytechnische Hogeschool in Delft, en werkte enige tijd in de praktijk. Zo was hij rond 1888 betrokken bij de aanleg van het Oostelijk Havengebied in het IJ. In 1898 gaf hij bij het Koninklijk Instituut van Ingenieurs (KiVI) een voordracht over het waarnemen van spanningen in spoorwegbruggen.
In 1917 werd Kist benoemd tot hoogleraar aan de Technische Hogeschool te Delft aan de afdeling weg en waterbouwkunde. Hier gaf hij onder andere college in brugbouw, en in de leer van ijzerconstructies. In zijn college Inleiding ijzerconstructie behandelde hij de plaatijzeren brug, ijzeren gebouwen, en stenen bruggen, en in het college Vakwerkbrug de beweegbare bruggen. 

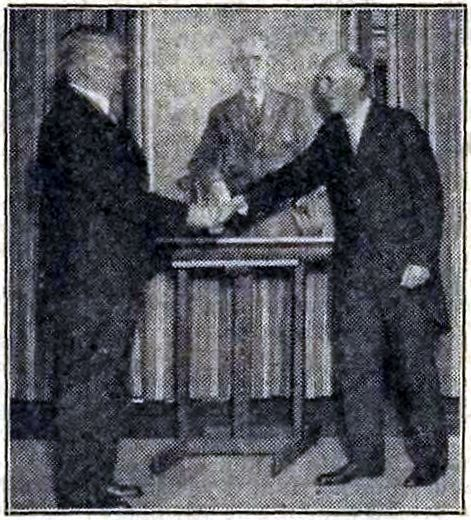
N.C. Kist bij zijn afscheid in Delft in 1937

Onder leiding van Kist promoveerde J.F. Bertram op de these over ijzeren ophaalbruggen, en J. Emmen op een these over gewapend beton en ijzer in de bruggebouw.
Aan de Technische Hogeschool te Delft was Kist vanaf 1922 President van de afdeling voor bouw- en waterbouwkunde. In het studiejaar 1927-1928 deed hij dienst als rector magnificus van de universiteit.
In het jaar 1926-1927 zat hij ook in de raad van het bestuur van het Koninklijk Instituut van Ingenieurs, waar hij sinds eind 19e eeuw van zich had laten spreken.
Bij het afscheid van Kist aan de Technische Hogeschool te Delft in 1937 wordt hem door de universiteit een geschilderd portret overhandigd (zie afbeelding), geschilderd door Huib Luns. In de TU wijk is een straat naar hem vernoemd, de N.C. Kistweg.

### Personalia
Kist trouwde op 7 januari 1897  in Amsterdam met Hélène Witteveen, Ze kregen samen twee zoons en twee dochters.

## Werk

### Sterkteberekening voor ijzeren bruggen en gebouwen
In zijn inaugurele rede aan de Technische Hogeschool te Delft in 1917 stelde Kist met de "Leidt een sterkteberekening, die uitgaat van de evenredigheid van kracht en vormverandering, tot een goede constructie van ijzeren bruggen en gebouwen?" een belangwekkende vraag. Witteveen (1976) vatte de opzet van deze rede als volgt samen:
"De rede begint met het aan de orde stellen van de vraag 'of de wet der evenredigheid wel de beste basis is voor de berekening van berekening van ijzeren gebouwen en bruggen.' Zo is het draagvermogen van een stalen staaf met een rond gat niet uitgeput wanneer ter plaatse van het gat de vloeispanning wordt bereikt. Weliswaar is een vergroting van de spanning in dat punt niet mogelijk, maar dankzij de taaiheid van het materiaal kan een grotere belasting worden opgenomen met een gewijzigde spanningsverdeling. Voordat bezwijken optreedt zullen spanningen zich zo gunstig verdelen als met het evenwicht verenigbaar is."
Kist (1917) stelde in dit kader in zijn oratie:
"De taaiheid van het ijzer, d.i. het optreden van een groote vormverandering eer het tot een breuk komt, zou men wel in rekening kunnen brengen. De berekening wordt zelfs zeer eenvoudig wanneer men eenerzijds de geringe vormverandering die optreedt voordat de vloeigrens bereikt is, verwaarloost tegenover de groote vormverandering daarna en anderzijds het verder oploopen van de spanning als de vloeigrens overschreden is, Aldus beschouwd zou men het ijzer een ideaal taai materiaal kunnen noemen en krijgt men, voordat het tot breuk komt, steeds de meest gunstige verdeeling van de kracht. De groote vormverandering, die het bouwwerk ineen doet zakken, krijgt men pas als de delen die kunnen samenwerken tot de vloeigrens - dus gelijk en tot het maximum - belast worden.
Welnu, men berekene bij welke belasting dat is en late veiligheidshalve een kleinere belasting toe...".
In de rede komt Kist met een rekenmethode, later bezwijkanalyse genoemd, om rechtstreeks de bezwijkbelasting te bepalen. Sindsdien is de theorie verder ontwikkeld door met name Warner T. Koiter, en stelde Witteveen (1976) hierover:
"Zoals bekend kan het grensdraagvermogen worden berekend met behulp van twee duale stellingen, de onder- en bovengrenstheorema's. Het ondergrenstheorema wordt door Kist - zij het intuïtief en zonder strenge bewijsvoering - volledig aangegeven."
Kist (1917) had dit in het eind van zijn rede zelf als volgt verwoord:  
"... Het komt mij voor dat het antwoord op die [begin]vraag moet luidde: "Neen." De berekening gegrond op de evenredigheid kan meestal achterwege blijven, en kan, zoo zij al niet achterwege blijft, zeer globaal worden uitgevoerd. Hoofdzaak moet zijn de veel makkelijkere berekening, waarbij men de krachten zoo gunstig - gunstig in dien zin, dat de draagkracht zoo groot mogelijk is - verdeelt als met het evenwicht te vereenigen valt."

### Plasticiteitsleer
Met zijn ideeën over het acht nemen van plastisch gedrag van ijzer bij de constructieberekening, heeft Kist de basis gelegd voor de plasticiteitsleer. Het heeft echter tot in de tweede helft van de twintigste eeuw geduurd tot deze tot praktische ontwikkeling is gekomen.

### Plastische-scharnieren-theorie
Een andere bijdrage van Kist aan de leer der staalconstructies was de zogenaamde "plastische-scharnieren-theorie" omtrent de belasting van staaf-systemen, opgesteld in 1916. Een bron uit 1958 vatte samen:
"...Volgens deze theorie gaat in een op buiging belaste staaf de relatief zwaarst belaste doorsnede vloeien, zodat de staaf knikt, terwijl de aangrenzende staafeinden recht blijven. In een statisch onbepaald staafsysteem ontstaan bij toenemende  belasting achtereenvolgens steeds meer plastische scharnieren, totdat het systeem labiel is en de constructie instort."

### Excursies in het jaar 1929-30
Aan de Technische Hogeschool te Delft maakte Kist en zijn studenten met enige regelmaat excursies. Zo gingen zij in het studiejaar 1929-1930 op stap naar Limburg, Zeeuws-Vlaanderen en België, ter bezichtiging van de stikstoffabriek te Sluiskil, Fabrique de Construction Sondde te Brussel, fabrieken van John Cockerill te Seraing en de Eerste Nederlandsche Cement Industrie te Maastricht.
In hetzelfde jaar gingen ze verder ook naar Velsen, ter bezichtiging van de elektrische centrale en de stikstoffabrieken van de M.E.K.O.G., dat jaar net opgericht. Ook gingen ze naar de Zuiderzeewerken, ter bezichtiging van de sluiswerken nabij Den Oever, bekeken de dijkbouw aan het Breezand en het elektrisch gemaal nabij Medemblik.

## Publicaties
- N.C. Kist, Leidt een sterkteberekening, die uitgaat van de evenredigheid van kracht en vormverandering, tot een goede constructie van ijzeren bruggen en gebouwen? Intreerede TH Delft, Waltman, 1917. Herdrukt in de De Ingenieur, 6 October 1917.
- N.C. Kist, "Een algemeene methode tot het schatten van het eigen gewicht van hoofdliggers van vakwerkbruggen," in: De Ingenieur 41 (1926) 60-63

Werk over N.C. Kist
- Douwen (A. A. van) "Prof. ir. N. C. Kist (1867—1941) en zijn betekenis voor de huidige staalconstructieleer." Ingenieur, 67, dl 79A, (1967), p. 445—448
- Héman, H.W.F.C. Ir. Nicolaas Christiaan Kist 1867-1941. Overdruk uit Constructies, jrg. 9, no. 2, mei 1967, 1967.

- International Standard Name Identifier: 0000 0000 4317 5557
- Library of Congress Control Number: no93008991
- Nederlandse Thesaurus van Auteursnamen: 073906689
- Virtual International Authority File: 24170207
- WorldCat: E39PBJd88gbrF8JHwbt7gtB9Dq